# Dorința (film)
Dorința (titlu original: în engleză Wish) este un film de animație regizat de Chris Buck și Fawn Veerasunthorn.

## Distribuție
- Ariana DeBose - Asha
- Chris Pine - King Magnifico
- Alan Tudyk - Valentino
- Angelique Cabral - Queen Amaya
- Victor Garber - Sabino
- Natasha Rothwell - Sakina
- Jennifer Kumiyama - Dahlia
- Harvey Guillén - Gabo
- Niko Vargas - Hal
- Evan Peters - Simon
- Ramy Youssef - Safi
- Jon Rudnitsky - Dario
- Della Saba - Bazeema